# 루요베쓰촌

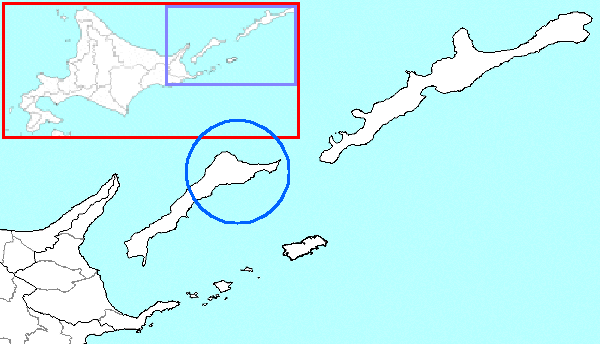
루요베쓰 촌의 위치

루요베쓰촌(일본어: 留夜別村)은 일본 홋카이도 구나시리 군에 속하는 촌이다. 쿠나시르 섬(일본명 구나시리 섬)의 동쪽을 차지한다. 면적은 960.27km2이고 인구는 1940년 국세조사 때 3,401명이었다.
이 지역은 러시아의 실질적인 지배 상태에 있다. 해당 지역의 영유권에 관한 자세한 것은 쿠릴 열도 및 쿠릴 열도 분쟁의 항목을 참조하라.

## 지리
‘루요베트’라는 지명의 기원은 아이누어 지명의 ‘루요펫’(ruy-o-pet, 숫돌이 군재 하는 강)이다. 천천히 발음하면 ‘루이오펫’(ルイオペッ)이지만, ‘y-o’의 부분이 연음되어 ‘요’가 되었기 때문에 ‘루요펫’(ルヨペッ)으로 알려졌고 여기에 한자를 붙여서 「留夜別」가 되었다고 여겨진다. 강변에 아이누의 사람들이 숫돌로서 이용한 응결응회암 근처에 자갈이 산재하고 있던 것으로부터 명명되었다.

### 인접한 자치체
- 네무로 지청
  - 구나시리 군 : 도마리 촌

## 역사
- 1923년 - 루요베쓰 촌, 오타키 촌이 합병해 2급 정촌으로서 성립하였다.